# Dorval
Pour les articles homonymes, voir Dorval (homonymie).
Dorval est une ville de l'agglomération de Montréal, au Québec (Canada). D'une superficie terrestre de 20,83 km2, elle est la deuxième plus grande municipalité de l'agglomération et est bordée par le lac Saint-Louis, les villes de Pointe-Claire et Dollard-des-Ormeaux et les arrondissements montréalais Lachine et Saint-Laurent. Localisée dans l'ouest de Montréal, Dorval est située à environ 15 minutes du centre-ville de Montréal par automobile et accueille en bonne partie l'aéroport international Pierre-Elliott-Trudeau, anciennement et communément appelé « aéroport de Dorval ». En 2021, la ville compte une population de 19 302 habitants. 
Fondée en 1667 en tant que mission des Sulpiciens, la localité est d'abord appelée Gentilly puis plus tard La Présentation de la Vierge Marie. En 1892, le village de Dorval est incorporé en municipalité, puis devient une ville en 1903. La ville est brièvement jumelée à celle de L'Île-Dorval entre 2002 et 2005 pour former l'arrondissement montréalais de Dorval–L'Île-Dorval.  

## Toponymie
Le nom de Dorval vient de l’acquisition, en 1691, du domaine de La Présentation par Jean-Baptiste Bouchard d’Orval, dont la famille venait du hameau d'Orval, aujourd'hui Montigny-Lengrain, en Picardie, en France. Encore de nos jours, sur le blason de cette commune, Montigny est symbolisé par la montagne et le feu : en effet, en latin, mons signifie la montagne et ignis le feu. Lengrain est symbolisé par les épis d’une ancienne variété de céréale, l’engrain. La couronne symbolise la présence d’un ancien château du hameau de Châtelet. La ligne bleue représente l’océan Atlantique qui sépare cette commune du Québec. La feuille d’érable rappelle l’arrivée, aux environs de 1640, de Claude Bouchard d’Orval au Canada, alors appelé Nouvelle-France, originaire d'Orval, dans la commune de Montigny-Lengrain. 
Claude Bouchard d’Orval s’établit d’abord à Château-Richer, en face de l’île d’Orléans, près de la ville de Québec. Son quatrième fils, Jean-Baptiste Bouchard d’Orval, né en 1658, probablement à Château-Richer, marié en 1695 à Marie-Antoinette Chouart des Groseilliers, et décédé vers 1705, est le fondateur de la ville de Dorval. Le 29 janvier 1691, par contrat d’Adhémar, il acquiert d'Agathe de Saint-Père le domaine de La Présentation, en l’île de Montréal, et les îles Courcelles. Il donne ainsi son nom à la future ville de Dorval. L’abbaye d’Orval en Belgique n'entretient pas de lien avec le nom de la ville.
Le nom officiel de la municipalité est « Cité de Dorval » de 1956 à 2001. Lors de la fusion avec Montréal en 2002 et sa reconstitution subséquente en municipalité en 2006, l'appellation « cité » n'est plus un statut municipal reconnu par le gouvernement du Québec. Bien que le nom officiel de la municipalité devient « Ville de Dorval », un décret provincial permet à la municipalité de continuer d'utiliser le nom de « Cité de Dorval ». 

## Histoire

### Arrivée des missionnaires
L’histoire de Dorval remonte à plus de 300 ans. En 1667, Dorval naît lorsque les Sulpiciens viennent évangéliser les Autochtones dans une mission à l'ouest de Ville-Marie. Le lieu est d'abord appelé « Gentilly », puis par la suite « La Présentation de la Vierge Marie ». François Fénelon, un aristocrate français, fait partie du groupe de missionnaires. Il obtient du gouverneur Frontenac, la concession des îles situées face à Dorval. En 1674, il cède les îles aux Sulpiciens et repart vers la France la même année. En 1685, la mission ferme, notamment en raison de l'animosité qu'entretient les Iroquois vis-à-vis les missionnaires. Cette même année, Agathe de Saint-Père acquiert le domaine de La Présentation à l'occasion d'un échange de terrains avec les Sulpiciens. Les établissements français aux abords du lac Saint-Louis sont touchés régulièrement par les attaques des Iroquois dans ces années-là. Le massacre de Lachine en est une illustration.   
En 1691, le domaine de La Présentation est vendu à Jean-Baptiste Bouchard d’Orval, où se trouve une maison, une grange et d'autres bâtiments. Le site présente un intérêt pour le commerce des fourrures. Du XVIIIe au XXe siècle, l'agriculture constitue la principale activité économique du territoire de Dorval. Petit à petit, le domaine est morcelé et plusieurs propriétaires s'y établissent ou y cultivent les terres.   

### Établissement d'un lieu de villégiature
L'avènement du chemin de fer à Dorval se réalise en 1855. Ce n'est toutefois qu'à partir du début des années 1870 que les trains circulant sur la ligne du Grand Tronc ne commencent à s'arrêter dans les villages du lac Saint-Louis. La date d'ouverture exacte de la gare de Dorval demeure inconnue, mais elle apparaît pour une première fois officiellement sur un plan cadastral de 1879. Dans les années 1890, un service de train de banlieue s'arrête à Dorval et la relie avec les autres villes environnantes et le centre-ville de Montréal. Cet avènement du chemin de fer incite plusieurs familles, pour la plupart aisées et anglophones, à s'établir dans le secteur afin d'y trouver l'emplacement pour leur demeure estivale. Pour ces familles, la ville se situe à proximité de leur résidence et de leur emploi au centre-ville de Montréal. Plusieurs villas et résidences estivales sont construites, notamment sur L'Île-Dorval. La population de la ville monte en flèche. C’est d'ailleurs en 1892 que Dorval devient un village, où la famille Décarie est omniprésente, puis devient finalement une ville en 1903. La ville comptera 12 853 habitants en 1955. 

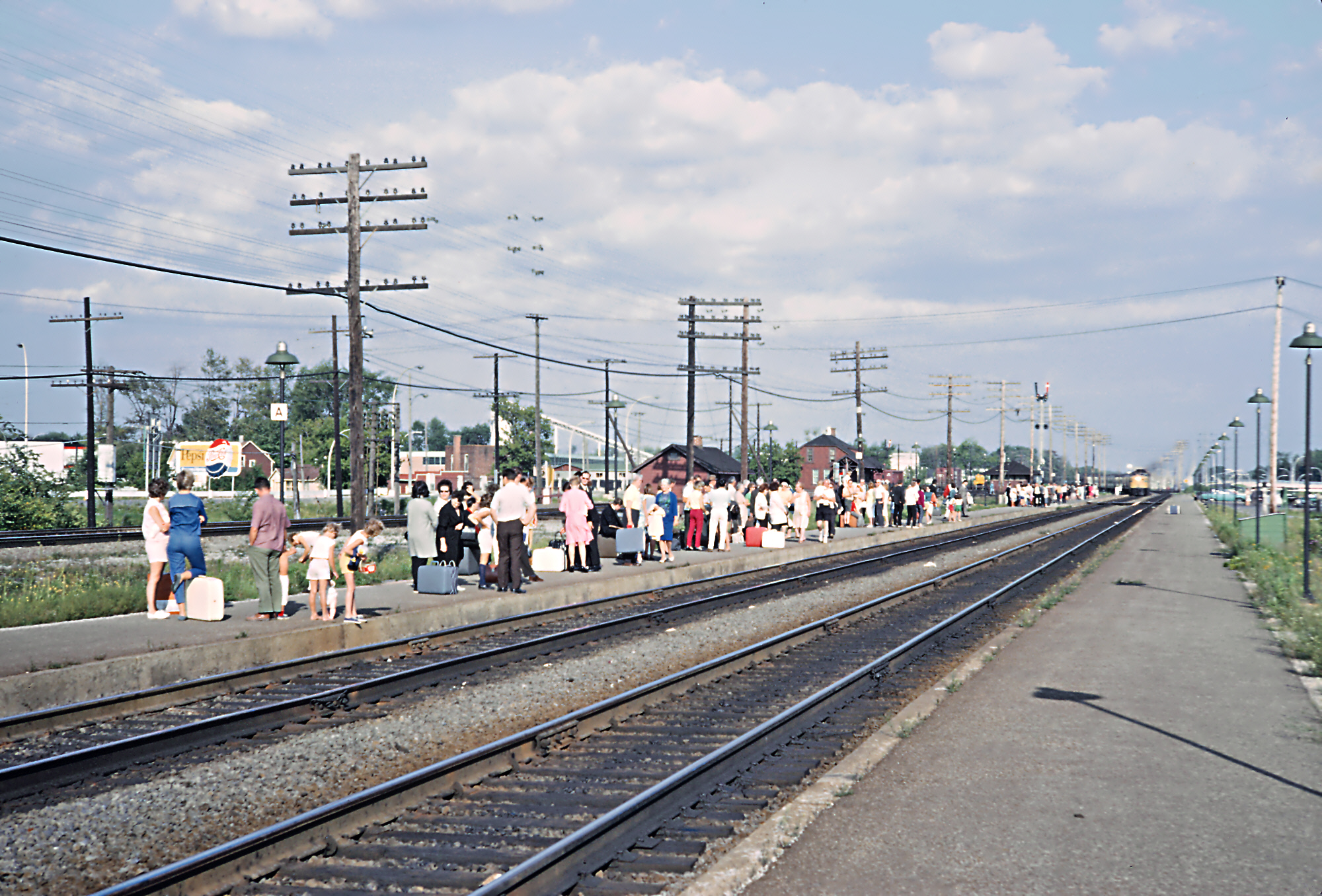
Passagers à la gare de Dorval en 1965.

Vers la fin du XIXe siècle, se développe progressivement le village de Dorval, à l'intersection du chemin du Bord-du-Lac et de l'avenue Martin. De petits services s'y trouvent, notamment le premier hôtel aménagé en 1887 et le premier hôtel de ville partiellement aménagé en 1912 dans une usine de filtration. Le noyau institutionnel s'implante, quant à lui, de manière plus excentrée avec la construction de l'église de La Présentation en 1900, l'école Joubert et le couvent de Notre-Dame-du-Sacré-Cœur. Au début du XXe siècle, les développements résidentiels en harmonie avec la nature, composés de chalets et de petits cottages notamment, s'accentuent à Dorval. Plusieurs de ces bâtiments seront éventuellement transformés en résidences permanentes.  

### Transformation en banlieue

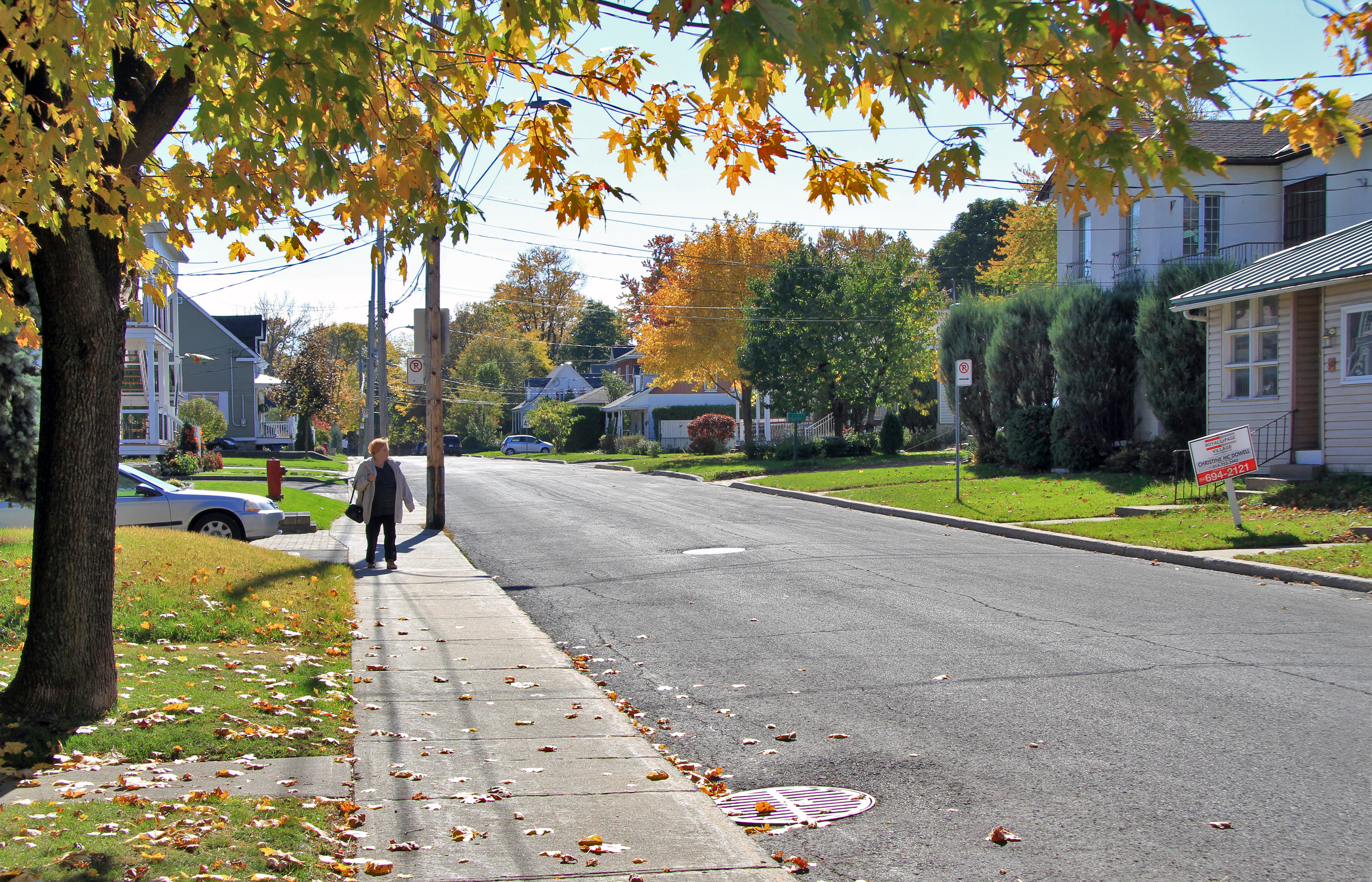
L'avenue Martin à Dorval.

Comme partout au Québec, la construction résidentielle ralentit à Dorval dans les années 1930, et ce, jusqu'à la fin de la Seconde Guerre mondiale, seul l'aéroport Dorval, construit en 1941, fait figure d'exception. Il devient alors l'aéroport le mieux équipé du pays. Une possible pénurie de logements, alors que les travailleurs affluent vers le nouvel aéroport, laisse penser qu'il a été jugé pertinent à la fin des années 1940 de construire des développements de type War Time Housing dans le secteur des avenues Saint-Louis et Clément, entre l’autoroute Ville-Marie (A-20) au nord et la rue Carson au sud. À partir des années 1950, les développements domiciliaires pullulent aux quatre coins du territoire et font place à des quartiers composés de rues locales et de bungalows destinés à la classe moyenne aisée. En 1956, la municipalité change de statut et devient la cité de Dorval. Dans les années 1960, le développement continue. Un nouvel aérogare à l'aéroport Dorval est inauguré en 1960 et devient l'un des plus vastes au monde. L'échangeur Dorval sera quant à lui construit en 1965. 

### Brève fusion à Montréal
Dorval est fusionnée à Montréal le 1er janvier 2002, sur décision du gouvernement du Québec dirigé par Lucien Bouchard, et devient l'un de ses arrondissements, soit celui de Dorval–L'Île-Dorval avec la ville de L'Île-Dorval. 
Nouvellement arrivé au pouvoir, après l'avoir promis maintes fois durant la campagne électorale de 2003, le gouvernement de Jean Charest permet aux habitants des villes fusionnées par le gouvernement précédent de se prononcer via un référendum sur le maintien ou non de la fusion. Le 20 juin 2004, les citoyens de Dorval votent donc pour la reconstitution de leur ancienne municipalité dans une proportion de 76,8 % des votants et avec une participation de 41,4 % des inscrits. Le 1er janvier 2006, Dorval redevient une ville à part entière. 

## Géographie
Le territoire de la cité de Dorval s'étend sur 29,1 km2, dont 20,83 km2 sont terrestres. Considérant cette dernière superficie, il s'agit de la deuxième municipalité la plus étendue de l'agglomération de Montréal, loin après Montréal et devant Pointe-Claire. L'essentiel de son territoire est composé de terres situées sur l'île de Montréal entre Pointe-Claire, Lachine, Dollard-des-Ormeaux et Saint-Laurent, mais comprend aussi des eaux du fleuve Saint-Laurent et deux îles inhabitées, les îles Bouchard et Dixie. 

### Îles
Trois îles font face à Dorval – anciennement nommées îles Courcelles –, situées au sud de la rive de l'île de Montréal, faisant partie de l'archipel d'Hochelaga et se trouvant géographiquement dans le lac Saint-Louis :
- L'Île Dorval, la principale, possède plusieurs résidences et chalets, mais n'est accessible que l'été seulement. Faisant autrefois partie de Dorval, elle est administrativement rattachée à la ville de L'Île-Dorval depuis 1915 ;
- L'île Bouchard (ou île Bushy[5]), à l'est, la plus petite des trois ;
- L'île Dixie, située encore plus à l'est dans le fleuve.

## Démographie

### Immigration
À Dorval, 94,5 % de la population est composée de citoyens canadiens alors que 5,5 % ont dû déclarer une autre citoyenneté. Sur la totalité de la population, les immigrants représentent 20 % tandis qu'ils représentent à Montréal 28 %. Les pays d'origine de ces immigrants sont pour la plupart le Royaume-Uni, les Philippines et les États-Unis.

### Population
| 1966   | 1971   | 1976   | 1981   | 1986   | 1991   |
| ------ | ------ | ------ | ------ | ------ | ------ |
| 20 905 | 20 465 | 19 131 | 17 722 | 17 354 | 17 249 |

| 1996   | 2001   | 2006   | 2011   | 2016   | 2021   |
| ------ | ------ | ------ | ------ | ------ | ------ |
| 17 572 | 17 706 | 18 088 | 18 208 | 18 980 | 19 302 |

## Économie
L'activité économique principale fonctionne grâce à ses parcs industriels et sans aucun doute avec la présence de l'aéroport international Montréal-Trudeau. Dorval accueille quotidiennement 25 000 personnes qui viennent y travailler.

## Transport

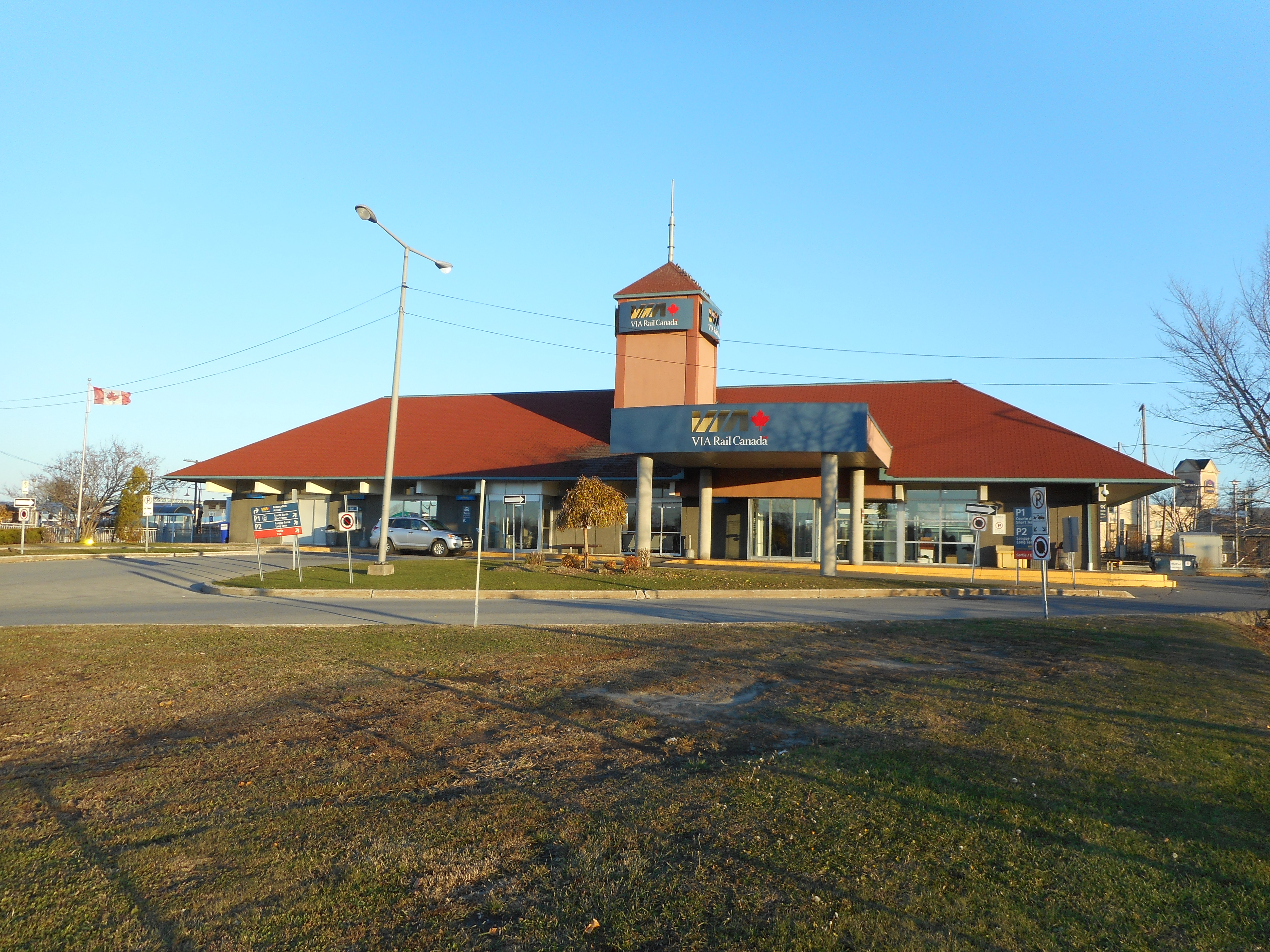
La gare de Dorval de Via Rail.

Le transport en commun par autobus est assuré par la Société de transport de Montréal (STM), alors que le train de banlieue l'est par le Réseau de transport métropolitain (Exo). Deux gares de train de banlieue, dont une intermodale, sont situées sur le territoire, soit les gares Dorval et Pine Beach. La gare de Dorval de Via Rail dessert également la ville. Plusieurs circuits d'autobus, avec plus de 100 arrêts d'autobus, relient plusieurs endroits dans la ville ainsi que dans les villes voisines.

## Administration et politique

### Administration municipale
Le maire actuel de Dorval est Marc Doret. Il y a aussi six conseillers municipaux :
1. Paul Trudeau (District 1)
2. Pascal Brault (District 2)
3. Robert Le Sage (District 3)
4. Nicole Duchastel (District 4)
5. Chistopher von Roretz (District 5)
6. Jean-Francois Leroux (District 6)

| Dorval Maires depuis 2005                                                                                            |               |         |          |
| Élection | Maire         | Qualité | Résultat |
| 2005 | Edgar Rouleau |         | Voir     |
| 2009 | Edgar Rouleau | Voir    |          |
| 2013 | Edgar Rouleau | Voir    |          |
| 2017 | Edgar Rouleau | Voir    |          |
| 2021 | Marc Doret    |         | Voir     |
| Élection partielle en italique Depuis 2005, les élections sont simultanées dans toutes les municipalités québécoises |               |         |          |

### Évolution du statut
- 1667 : établissement de la mission de Gentilly à la suite de l'arrivée des Sulpiciens, qui deviendra La Présentation de Vierge Marie
- 1892 : constitution du village de Dorval
- 1903 : constitution de la ville de Dorval
- 1956 : constitution de la cité de Dorval
- 2002 : constitution de l'arrondissement de Dorval–L'Île-Dorval, avec la ville de L'Île-Dorval
- 2006 : reconstitution de la ville de Dorval, à la suite du référendum de 2004

### Représentation fédérale
Dorval est située dans la circonscription fédérale de Dorval—Lachine—LaSalle, une circonscription généralement admise au Parti libéral du Canada.

### Représentation provinciale
Dorval est située dans la circonscription provinciale de Marquette, une circonscription généralement admise au Parti libéral du Québec.

## Activités et attraits touristiques

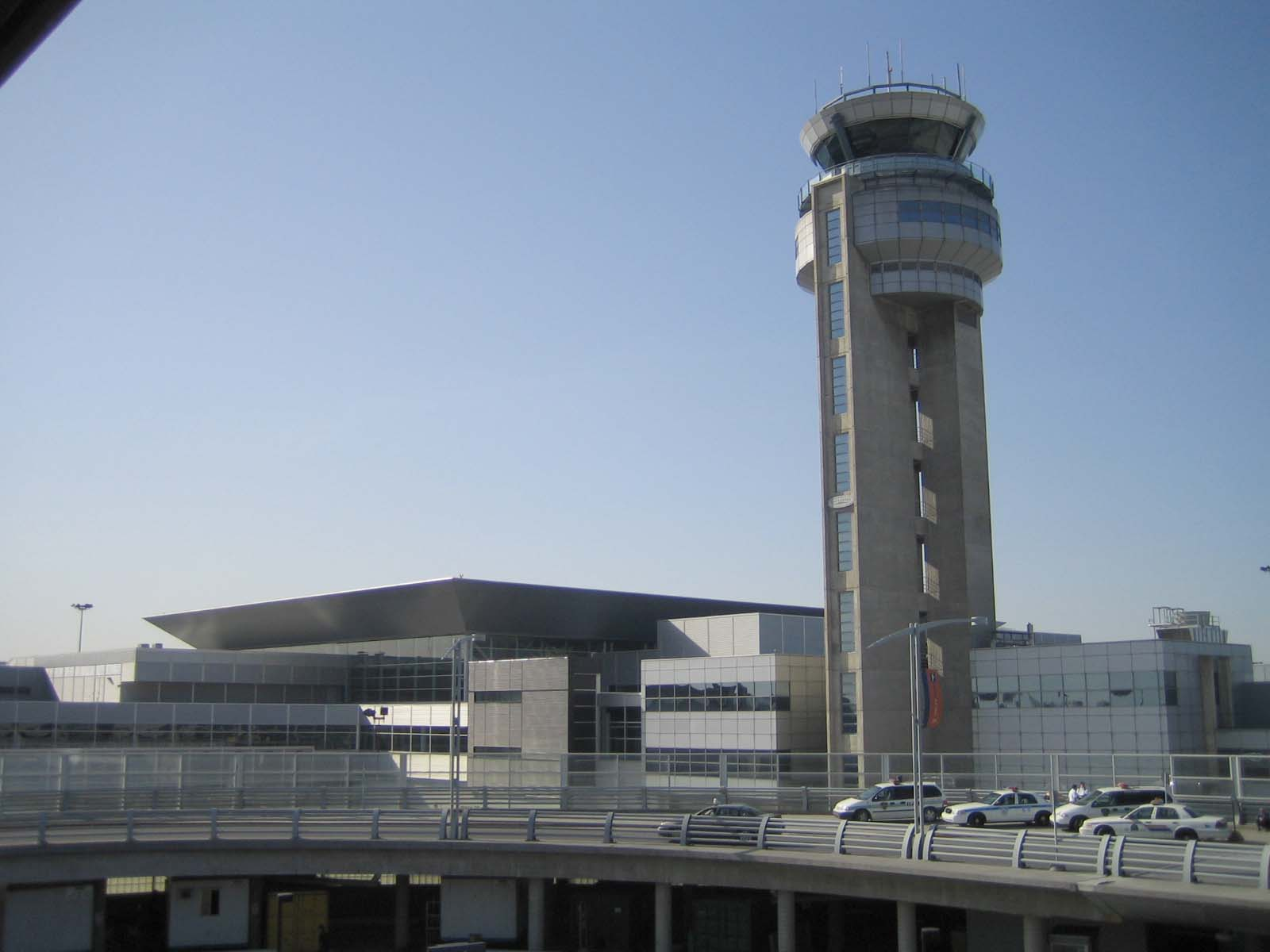
Aéroport international Pierre-Elliott-Trudeau de Montréal à Dorval.

- Musée d’histoire et du patrimoine de Dorval
- La Bibliothèque
- Le Centre culturel
- L'Aréna Dorval
- Le Centre sportif Westwood
- Le Centre communautaire Sarto-Desnoyers
- L'aéroport international Pierre-Elliott-Trudeau

## Activités sportives
On y retrouve d'ailleurs deux arénas telles que l'Aréna Dorval et le Centre sportif Westwood où évolue le Club de patinage artistique de Dorval. Le Club de golf municipal de Dorval est un endroit vaste et vert pour y pratiquer le golf ainsi que le ski de fond en période hivernale.

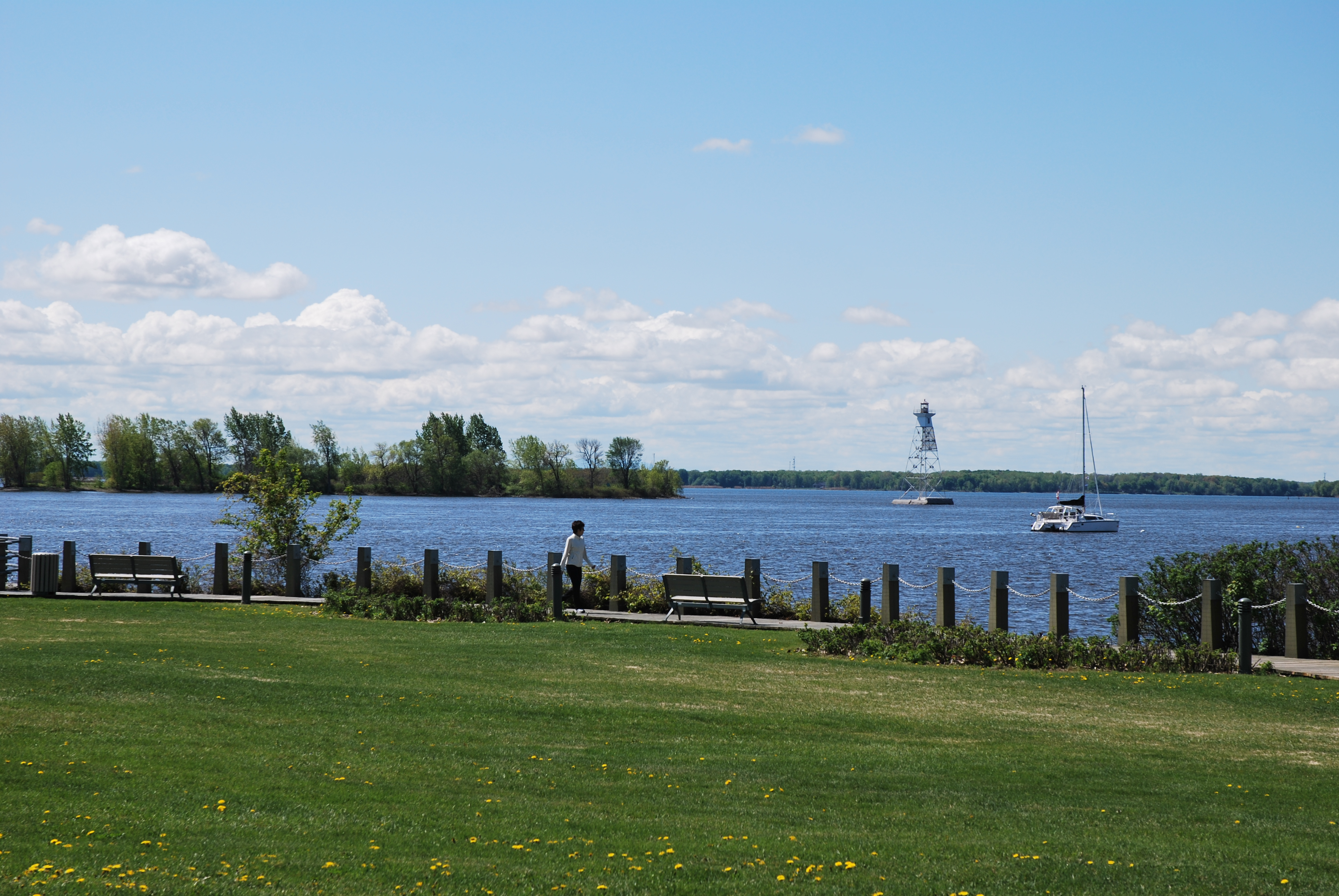
Le parc du Millénaire en bordure du lac Saint-Louis.

Une foule de terrains de soccer et de baseball sont présents à Dorval.
Par ailleurs, Dorval est dotée de trois importants centres aquatiques à savoir :

### Piscines extérieures
- Centre aquatique Ballantyne
- Centre aquatique Surrey
- Centre aquatique Walters

### Piscine intérieure
- Piscine de l'école secondaire Jean XXIII semi-olympique

Le pavillon de l'école secondaire Jean XXIII est accessible aux sports intérieurs tels que le tennis, le badminton et le volley-ball durant la période hivernale. Il est aussi possible d'y pratiquer la natation grâce à sa piscine semi-olympique.

## Écoles

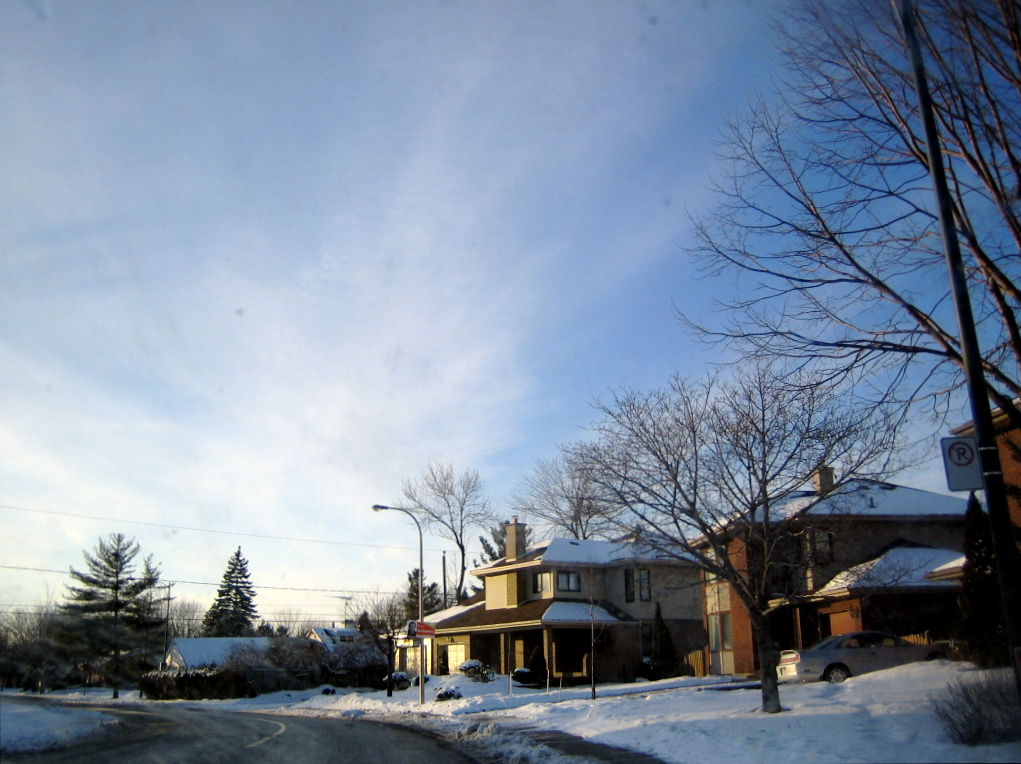
Vue hivernale typique d'une rue.

Dorval offre des écoles autant anglophones que francophones telles que:
École privée
- Académie Sainte-Anne (enseignement primaire bilingue - Ouverture automne 2015)

Commissions scolaires
- Commission scolaire Marguerite-Bourgeoys (CSMB) (français)
- Commission scolaire Lester-B.-Pearson (anglais)
  - Dorval a le siège de la Commission scolaire Lester-B.-Pearson[9].

Écoles pour adultes
- Centre Jeanne-Sauvé (français - 16-18 ans + adultes)
- Service d’éducation aux adultes et formation professionnelle

Écoles primaires
- École Gentilly (français)
- École primaire Dorval (anglais)

Écoles secondaires
- École secondaire Dorval Jean-XXIII (français), premier et deuxième cycles

## Lieux de culte

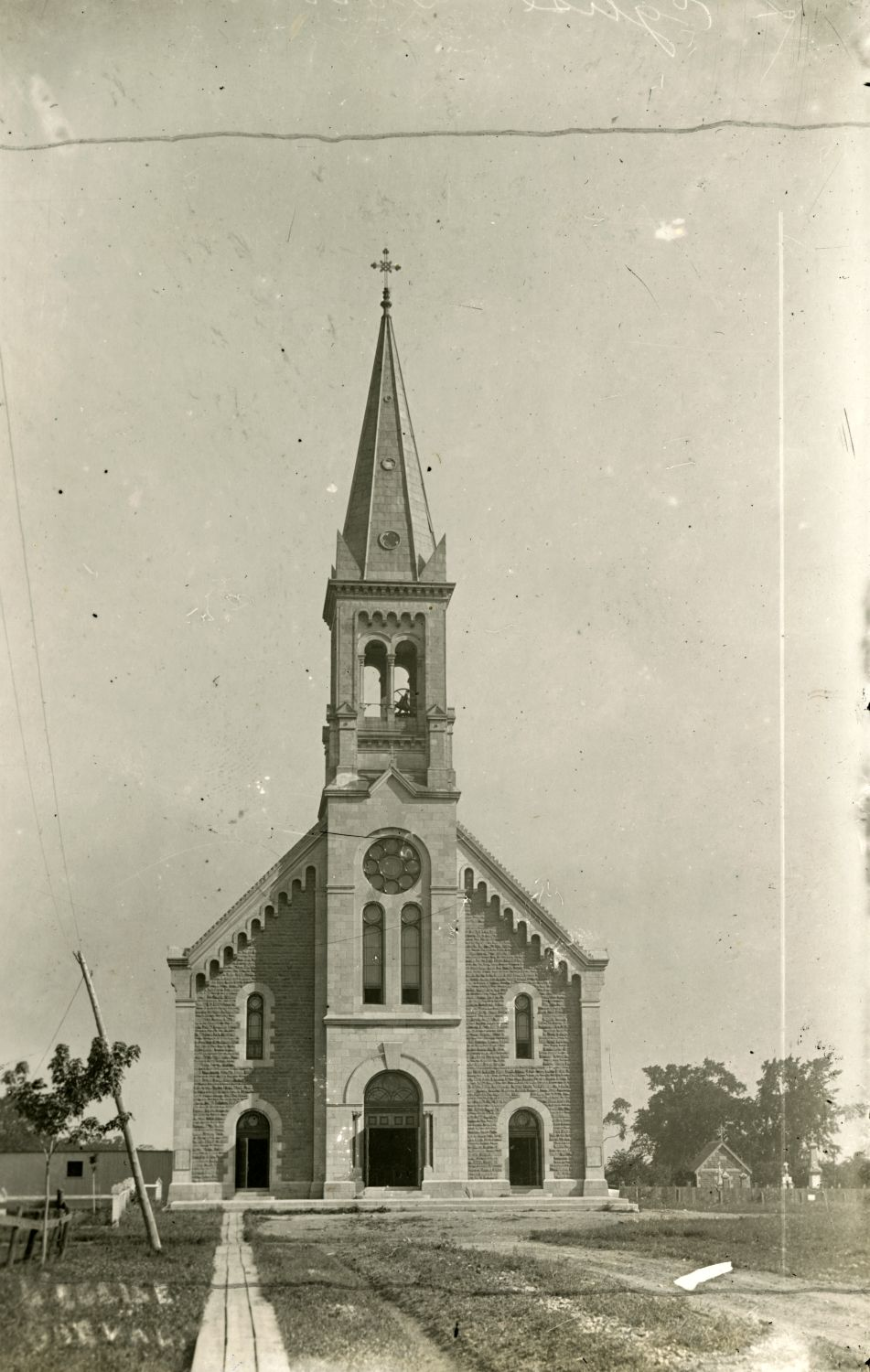
Église de la Présentation-de-la-Sainte-Vierge de Dorval en 1903

Dorval comporte plusieurs centres religieux. On y retrouve entre autres :
- Paroisse de la Présentation de la Ste-Vierge de Dorval
- Paroisse Ste-Jeanne de Chantal
- St. Mark Chapel
- St. Veronica Parish
- Strathmore United Church
- Lakeshore Evangelical Church
- West Island Baptist Church
- Association musulmane turque de Montréal

## Associations
Dorval possède plusieurs associations. On y retrouve par exemple :
- Association de soccer de Dorval
- Ballet Ouest
- Baseball West Island
- Cadets de l'air Escadron 686
- Camp de jour Dorval
- Centre d’aventure pour enfants
- COOP préscolaire de Dorval
- École de ballet de Dorval
- Guides du Canada (Région de Dorval)
- Guilde des Artisans de Dorval
- Hockey West Island
- Schtroumphs et Schtroumphettes
- Scouts du Canada (district de Dorval)
- Troupe à Snoopy

## Jumelages
- Oakville (Ontario) depuis 1957[3].